# Sergen Yalçın
Sergen Yalçın, né le 5 octobre 1972 à Istanbul, est un ancien footballeur turc reconverti comme entraîneur et a récemment dirigé Antalyaspor.

## Biographie
Il a joué dans plusieurs clubs turcs mais il joue surtout à Beşiktaş (10 saisons au total) et à Fenerbahçe et à Galatasaray. Il est désormais entraîneur au club turc de Beşiktaş. Le 15 mai 2021, il remporte le championnat avec Beşiktaş lors de l'ultime journée.

## Palmarès

### En tant que joueur
Beşiktaş JK
- Championnat de Turquie (3)
  - Champion : 1992, 1995, 2003
  - Vice-champion : 1993, 1997
- Coupe de Turquie (2)
  - Vainqueur : 1994, 2006
  - Finaliste : 1993
- Supercoupe de Turquie (2)
  - Vainqueur : 1992, 1994
  - Finaliste : 1993, 1995

 Galatasaray SK
- Championnat de Turquie (2)
  - Champion : 2000, 2002
- Coupe de Turquie (1)
  - Vainqueur : 2000

### En tant qu'entraîneur
Beşiktaş JK
- Championnat de Turquie (1)
  - Champion : 2021
- Coupe de Turquie (1)
  - Vainqueur : 2021